# Vivaldão
Estádio Vivaldo Lima, beter bekend onder zijn bijnaam Vivaldão, was een multi-functioneel stadion uit de stad Manaus in Brazilië. 
Het stadion had een capaciteit van 43.000 toeschouwers. Het werd gebouwd tussen 1958 en 1970 en ontworpen door architect Severiano Mário Porto. In 1995 was er een renovatie. Het stadion dankte zij naam aan mede-oprichter van de club Nacional Fast Clube, Vivaldo Lima.
Het stadion wordt afgebroken, waarna op dezelfde plaats een nieuw stadion zal gebouwd worden voor het WK 2014. Dit stadion zal de Arena Amazonia gaan heten.